# Жандр, Владимир Константинович
Владимир Константинович Жандр (25 апреля 1863, Вильна, Виленская губерния, Российская империя — 25 октября 1914, Варшава, Царство Польское, Российская Империя) — дворянин, инженер-путеец, участник строительства первого железнодорожного моста через Обь. Один из инициаторов строительства первой в Сибири железнодорожной школы. Представитель дворянского рода Жандр.

## Происхождение и образование
Владимир Константинович Жандр родился в семье Константина Павловича Жандра (1827-1900) – отставного кавалериста, участника подавления Польского восстания (1863-1864), получившего в награду за успешное участие в кампании конфискованные имения польских дворян в Гродненской, Виленской и Ковенской губерниях.
По окончании Виленского реального училища он поступил в Николаевское инженерное училище в Санкт-Петербурге. В нарушение установленных правил провёл три положенных года службы в части, расквартированной в его родном Вильно, в чём ему помог дядя-сенатор и вице-адмирал А.П. Жандр. Он служил в составе 27 артиллерийской бригады. В 1885 г. являлся учителем бригадной учебной команды. В том же году он поступил в Николаевскую инженерную академию.
В 1889 году Жандр окончил Николаевскую инженерную академию уже по 2-му разряду и в этом же году был прикомандирован ко 2-му и 3-му железнодорожным батальонам, расквартированных в Барановичах (ныне Республика Беларусь). В это время он командует ротой, является членом суда общества офицеров, а затем переводится на должность старшего адъютанта в штаб железнодорожной бригады в г. Вильно, в котором он заведует хозяйственной частью. В 1890 г. инженер командируется в управление Полесских железных дорог (также в Вильно) для изучения должности начальника дистанции, а еще через год его отправляют в Киев в управление Юго-западных железных дорог, где он обучается для исполнения обязанностей начальника участка. 21 февраля 1893 г. В.К. Жандр уходит в запас в чине штабс-капитана.

## Участие в строительстве Транссибирской магистрали
Приказом Министерства путей сообщения (МПС)
№ 64 от 15 августа 1893 года был назначен на должность начальника 1-й дистанции строившейся Средне-Сибирской железной дороги на участке от Оби до Красноярска и ответвления на Томск с причислением к МПС и ежегодным окладом в 3600 рублей.
С 1893 по 1896 гг. принимает участие в строительстве 1-й дистанции Средне-Сибирской железной дороги с местом жительства с. Болотное Томской Губернии. В 1896 г. переводится на ст. Обь в районе будущего Новосибирска, став начальником участка по временной эксплуатации Средне-Сибирской железной дороги.
На ст. Обь, помимо выполнения своих прямых обязанностей, принимает участие в реализации культурных инициатив. Так он  — один из инициаторов создания первой в Сибири железнодорожной школы на станции Обь, которая была открыта 12 января 1896 года. Жандр был председателем родительского комитета училища и совместно с доктором Иваном Абдриным ходатайствовал о проведении в училище народных чтений, на что в 1899 году получил разрешение.
Кроме того, был и одним из организаторов народных воскресных чтений для рабочих в школе при станции. Кроме того, он способствовал строительству железнодорожного храма (св. Пророка Даниила), в котором он сам являлся церковным старостой.
В.К. Жандр был и почетным членом новониколаевского пожарного общества. Он являлся также организатором проведения переписи населения на вверенном ему участке пути в 1897 г., за что ему был вручён почетный нагрудный знак. В том же году за свою усердную службу он был награждён орденом Св. Станислава 3-й степени.

## Дальнейшая служба
Дальнейшая биография В.К. Жандра была связана с Николаевской железной дорогой. После смерти его отца в октябре 1900 г. он в течение одиннадцати лет (1901-1912) служил начальником дистанции на ст. Малая Вишера.
В 1912 г. инженер переезжает в Варшаву, где с 1912 по 1914 гг. занимает должность начальника службы пути Привисленских железных дорог. В 1913 г. он получил бронзовую медаль «В честь трёхсотлетия дома Романовых», а в 1914 г. началась Первая Мировая война, и В.К. Жандр был переведён в распоряжение военного ведомства.
Привислинские железные дороги стали одним из критически важных объектов инфраструктуры, за которые развернулись бои в Польше. Согласно истории, пересказанной братом В.К. Жандра Константином «при починке моста, разрушенного бомбардировкой; во время работ под выстрелами был сброшен разрывом снаряда в воду, простудился, заразил полученное ранение, но оставался на работах, получив рожистое воспаление от которого и скончался». Эту историю косвенно подтверждает и делопроизводство по вопросу назначения пенсии жене покойного инженера.
В документах подчеркивается, что В.К. Жандр не обращался за врачебной помощью, а продолжал работать до того момента, когда болезнь приняла уже критический оборот. В.К. Жандр скончался 25 октября 1914 г.
Был похоронен на Никольском кладбище Александро-Невской лавры в Петрограде. В настоящий момент могила утрачена.

## Семья
Был женат на дочери статского советника Ольге Георгиевне Кюзель (1872-1942). После Революции и Гражданской войны она осталась в Петербурге и скончалась во время Блокады Ленинграда.
Дети:
Георгий Владимирович Жандр (Georges De Gendre) (1894-1969). Окончил Императорское училище правоведения, во время Первой Мировой войны находился в резерве Семёновского полка. Воевал в составе ВСЮР во время Гражданской войны. В эмиграции в Германии, а затем во Франции.
Константин Владимирович Жандр (Constantine Gendre de la Roche) (1895-1930). Окончил Александровское военное училище. В Первую мировую войну воевал в составе Московского полка. В Гражданскую войну в составе ВСЮР. В эмиграции во Франции вступил в состав Иностранного легиона.
Владимир Владимирович Жандр (1896-1916). Окончил Павловское военное училище. В Первую мировую войну воевал в составе Московского полка, убит под Ковелем в 1916 г.
Ольга Владимировна Ольшевская (Жандр) (1898-1981). Жила в Ленинграде, работала в Ленэнерго.

## Память
В Новосибирске на ул. Владимировской, предположительно названной в честь В.К. Жандра, в 2015 г. был установлен паспорт улицы с биографией инженера-путейца.